# Llac Tenguiz

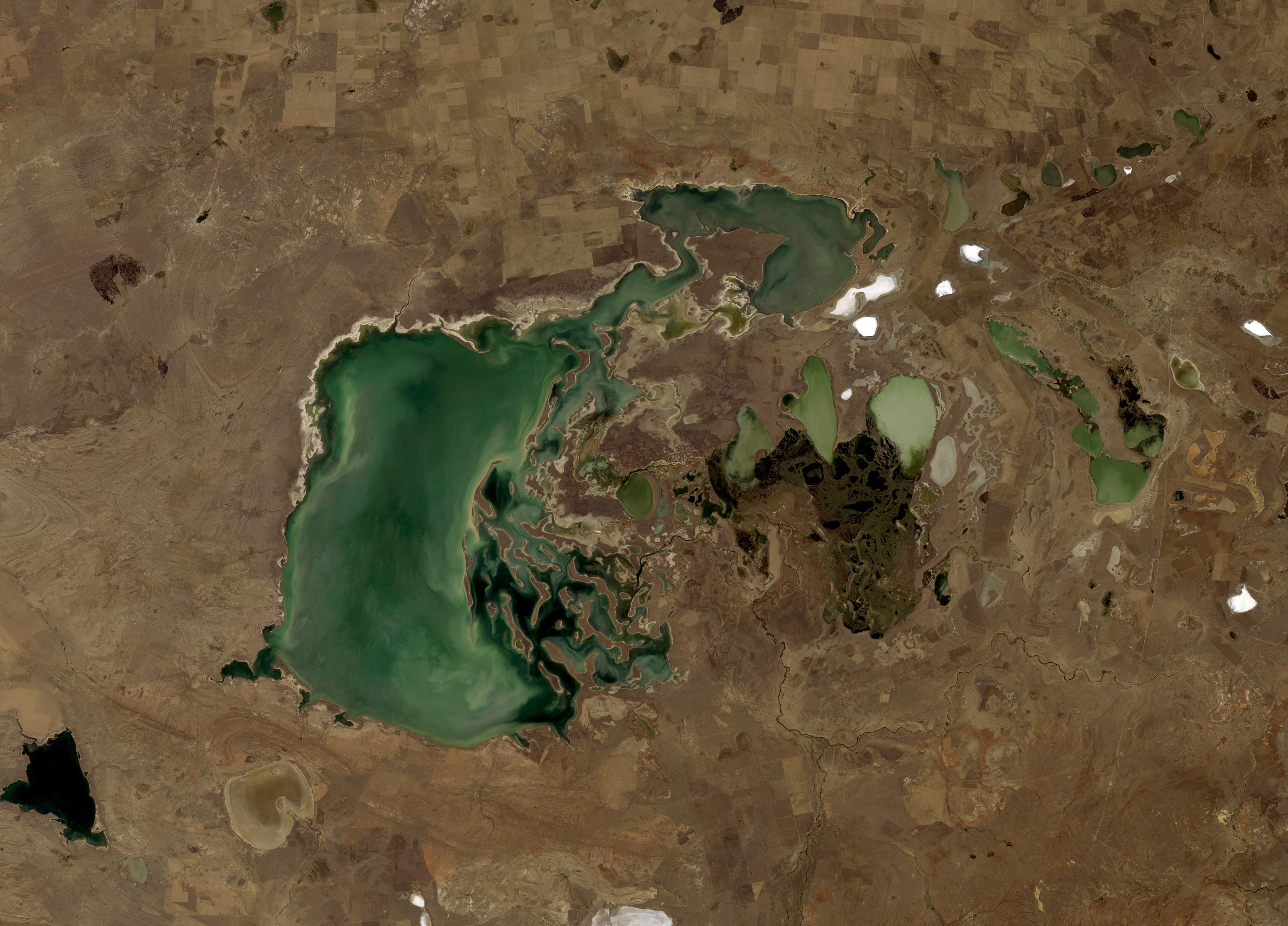
Llac Tenguiz amb un nivell relativament alt (15-09-1998).

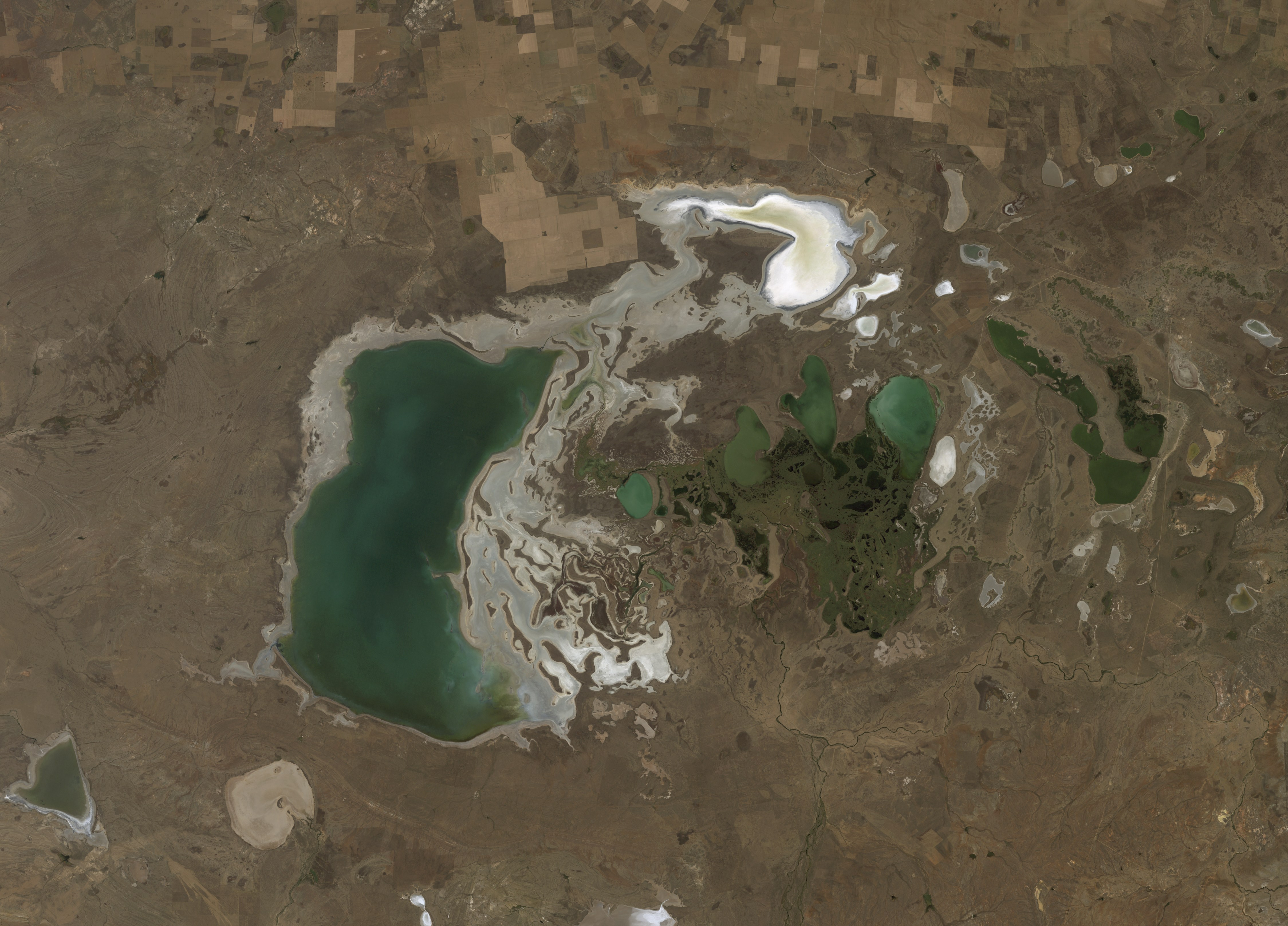
Llac Tenguiz amb un nivell relativament baix (03-09-2011), part del nord-est i marges dels llacs es van assecar.

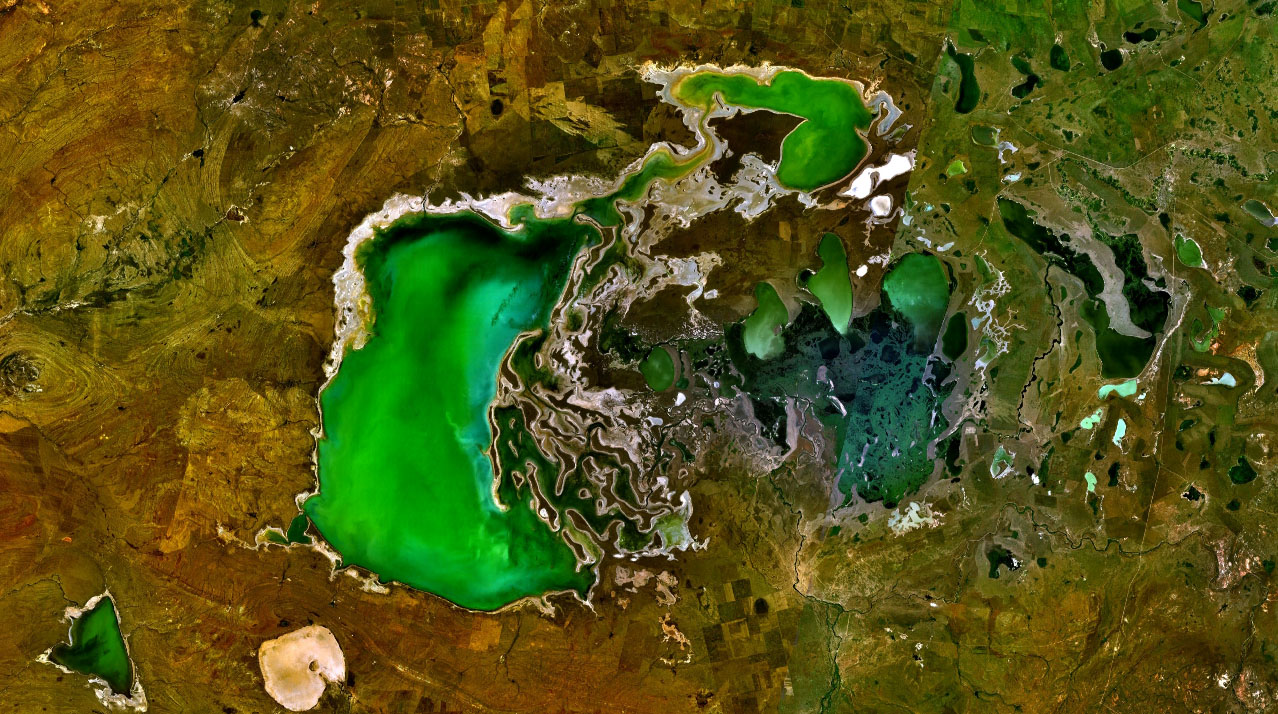
El llac com apareix al globus terraqüi virtual a World Wind

El llac Tenguiz (kazakh Теңіз көлі rus: Тенгиз) és un llac salí endorreic del Kazakhstan, localitzat a la part central del país, a la regió de les Terres Altes, a les províncies d'Almati i  Kharagandí. Té una superfície de 1.590 km², una profunditat mitjana de 2,5 mi màxima de 6,7 m. La seva altitud és de 304 m sobre el nivell del mar i les seves costes són generalment baixes.
El llac Tenguiz és un important aiguamoll per a les aus, designat com a lloc Ramsar de zones humides d'importància internacional. 295 espècies d'aus han estat albirades al llac de Tenguiz, de les quals 22 estan en perill d'extinció. El llac és part de la Reserva Natural Korgalzhyn, que va ser nominada el 2008, juntament amb la Reserva Natural Naurzum, com el primer lloc natural del Patrimoni de la Humanitat de la UNESCO a Kazakhstan ( Sariarkhà - Estepa i llacs del Kazakhstan septentrional).
El 16 d'octubre de 1976, la nau espacial Soiuz 23, encara que no estava previst en l'objectiu inicial, va amarar al llac.